# Francesc Miravet i Garcés
Francesc Miravet i Garcés (Aramunt, 31 de juliol del 1831 - Roda de Ter, 8 de juliol del 1896) va ser un metge-cirurgià que va ser designat delegat a l'Assemblea de les Bases de Manresa. Durant molt de temps se l'ha relacionat amb la Guàrdia d'Ares, del terme municipal de Les Valls d'Aguilar, a l'Alt Urgell, però era nat, en realitat, a Aramunt.
Fill de pare i avi cirurgians, també formats a la Universitat de Barcelona, feu el batxillerat als Escolapis de Balaguer i a l'Institut de Lleida. Acabà la carrera de metge-cirurgià l'any 1860 a la Universitat de Barcelona. El 1860 s'establí a Roda de Ter, Osona, on es casà amb la filla del metge titular, Josep Jofré i Vendrell. Va tenir un fill i cinc filles (dues filles van morir molt joves). Quedà vidu el 1879 i morí l'any 1896 a Roda de Ter.
Políticament, per tradició familiar, era "lliberal". Fou membre de la Unió Catalanista, i fou designat delegat de l'Assemblea de les Bases de Manresa (1892).